# Ergocalciferol
Ergocalciferolul este o formă a vitaminei D, numită și vitamina D2. Are numele sistematic "(3β,5Z,7E,22E)-9,10-secoergosta-5,7,10(19),22-tetraen-3-ol". Este creată din viosterol, care, la rândul său, este creat prin expunerea la lumină ultravioletă a ergosterolului. Este utilizată ca supliment alimentar, pentru a preveni deficitul de vitamină D. Deficitul poate fi datorat absorbției scăzute de la nivel intestinal sau în caz de patologii hepatice. Se mai utilizează în hipocalcemie cauzată de hipoparatiroidism. Căile de administrare disponibile sunt orală și intramusculară.
Medicamentul se află pe lista medicamentelor esențiale ale Organizației Mondiale a Sănătății.